# Morti nel 2004/Ottobre
| Questa pagina contiene informazioni ricavate automaticamente dalle voci biografiche con l'ausilio del template Bio e di un bot. L'aggiornamento è periodico e automatico e ricostruisce completamente la pagina. Se manca una persona in questa lista, sei pregato di non aggiungerla, ma accertati piuttosto che la sua voce biografica contenga il template Bio e che i dati anagrafici siano correttamente compilati. Se il template Bio manca, inseriscilo tu stesso o, in alternativa, metti l'avviso {{tmp\|Bio}} che ne segnala la mancanza. Se i dati riportati sono sbagliati, correggi direttamente la voce biografica; le modifiche saranno visibili in questa lista entro pochi giorni. Per chiarimenti vedi il progetto biografie. La lista contiene solo le 135 persone che sono citate nell'enciclopedia e per le quali è stato implementato correttamente il template Bio. Pagina aggiornata al 18 ago 2025. |

- 1º ottobre - Richard Avedon, fotografo statunitense (n. 1923)
- 1º ottobre - Ron Hayes, attore statunitense (n. 1929)
- 1º ottobre - Bruce Palmer, musicista canadese (n. 1946)
- 1º ottobre - Aleksandr Rogov, canoista sovietico (n. 1956)
- 2 ottobre - Paolo Emilio Cassandro, economista italiano (n. 1910)
- 2 ottobre - Cesidio Guazzaroni, diplomatico italiano (n. 1911)
- 2 ottobre - Josef Hronek, calciatore cecoslovacco (n. 1921)
- 2 ottobre - Adolfo Philippeaux, militare e schermidore argentino (n. 1925)
- 3 ottobre - Helmut Bantz, ginnasta tedesco (n. 1921)
- 3 ottobre - Jacques Benveniste, immunologo francese (n. 1935)
- 3 ottobre - Matthäus Hetzenauer, militare tedesco (n. 1924)
- 3 ottobre - Janet Leigh, attrice statunitense (n. 1927)
- 3 ottobre - Enzo Santarelli, politico e storico italiano (n. 1922)
- 3 ottobre - Jerzy Ustupski, canottiere polacco (n. 1911)
- 4 ottobre - Rodolfo Celletti, musicologo e critico musicale italiano (n. 1917)
- 4 ottobre - LeRoy Gordon Cooper, astronauta statunitense (n. 1927)
- 4 ottobre - Lawrence Joseph Giacoletto, ingegnere elettrotecnico e inventore statunitense (n. 1916)
- 4 ottobre - Michael Grant, storico e numismatico britannico (n. 1914)
- 4 ottobre - Jurij Pavlov, cestista e allenatore di pallacanestro sovietico (n. 1952)
- 5 ottobre - Rodney Dangerfield, comico, attore e doppiatore statunitense (n. 1921)
- 5 ottobre - John Richards, generale inglese (n. 1927)
- 5 ottobre - Wayne Rutledge, hockeista su ghiaccio canadese (n. 1944)
- 5 ottobre - Paolo Scarso, dirigente sportivo e arbitro di pugilato italiano (n. 1943)
- 5 ottobre - Maurice Wilkins, fisico e biologo neozelandese (n. 1916)
- 6 ottobre - Veríssimo Correia Seabra, generale e politico guineense (n. 1947)
- 6 ottobre - Eugen Horniak, cestista cecoslovacco (n. 1926)
- 7 ottobre - Michael Astour, orientalista ucraino (n. 1916)
- 7 ottobre - Oscar Heisserer, calciatore e allenatore di calcio francese (n. 1914)
- 7 ottobre - Miki Matsubara, cantautrice giapponese (n. 1959)
- 7 ottobre - Jacques Noël, schermidore francese (n. 1920)
- 8 ottobre - Oddone Bongiovanni, politico italiano (n. 1927)
- 8 ottobre - Irina Demick, attrice francese (n. 1936)
- 9 ottobre - Jacques Derrida, filosofo e saggista francese (n. 1930)
- 9 ottobre - Mario Foscarini, politico italiano (n. 1919)
- 9 ottobre - Don McEvoy, allenatore di calcio e calciatore inglese (n. 1928)
- 10 ottobre - Ângelo Bonfietti, cestista brasiliano (n. 1926)
- 10 ottobre - Josef Argauer, allenatore di calcio austriaco (n. 1910)
- 10 ottobre - Ken Caminiti, giocatore di baseball statunitense (n. 1963)
- 10 ottobre - David G. Chandler, storico britannico (n. 1934)
- 10 ottobre - Alfredo De Angelis, calciatore italiano (n. 1918)
- 10 ottobre - Pakize Tarzi, medico turco (n. 1910)
- 10 ottobre - Dora Musumeci, pianista italiana (n. 1934)
- 10 ottobre - Christopher Reeve, attore, regista e produttore cinematografico statunitense (n. 1952)
- 11 ottobre - Bobby Cook, cestista statunitense (n. 1923)
- 11 ottobre - Girolamo Federici, politico e partigiano italiano (n. 1926)
- 11 ottobre - Nicholas Gordon-Lennox, diplomatico britannico (n. 1931)
- 11 ottobre - Peter Kerr, XII marchese di Lothian, politico scozzese (n. 1922)
- 11 ottobre - Mary Loos, sceneggiatrice e produttrice cinematografica statunitense (n. 1910)
- 11 ottobre - Anne-Marie Meyer, saggista e storica tedesca (n. 1919)
- 11 ottobre - Fernando Sabino, scrittore e giornalista brasiliano (n. 1923)
- 12 ottobre - Shigehiro Ozawa, regista e sceneggiatore giapponese (n. 1922)
- 12 ottobre - Red Rountree, criminale statunitense (n. 1912)
- 13 ottobre - Giorgio Gullini, archeologo italiano (n. 1923)
- 13 ottobre - Nirupa Roy, attrice indiana (n. 1931)
- 13 ottobre - Bernice Rubens, scrittrice gallese (n. 1928)
- 13 ottobre - Franco Sartori, storico italiano (n. 1922)
- 13 ottobre - Walther Schaumann, militare e storico austriaco (n. 1923)
- 14 ottobre - Juan Francisco Fresno Larraín, cardinale e arcivescovo cattolico cileno (n. 1914)
- 14 ottobre - Ivor Wood, animatore, regista e produttore televisivo britannico (n. 1932)
- 15 ottobre - Bill Eyden, musicista, compositore e batterista britannico (n. 1930)
- 15 ottobre - Tex Ritter, cestista e allenatore di pallacanestro statunitense (n. 1924)
- 15 ottobre - Giosuè Salomone, politico italiano (n. 1923)
- 16 ottobre - Andrea Azzarito, attore italiano (n. 1954)
- 16 ottobre - Don Carlson, cestista e allenatore di pallacanestro statunitense (n. 1919)
- 16 ottobre - Paul Juntunen, cestista statunitense (n. 1921)
- 16 ottobre - Pierre Salinger, politico e giornalista statunitense (n. 1925)
- 17 ottobre - Ghofrane Haddaoui, francese
- 17 ottobre - Julius Harris, attore statunitense (n. 1923)
- 17 ottobre - Francesco Prosperi, regista e sceneggiatore italiano (n. 1926)
- 17 ottobre - Renzo Renzi, critico cinematografico, storico del cinema e saggista italiano (n. 1919)
- 17 ottobre - Valdir Villas Boas, calciatore brasiliano (n. 1925)
- 18 ottobre - Daniel Carpentier, calciatore francese (n. 1927)
- 18 ottobre - Vïktor Zwbarev, calciatore kazako (n. 1973)
- 19 ottobre - Antoine Abel, scrittore seychellese (n. 1934)
- 19 ottobre - Giuseppe Golinelli, politico, partigiano e sindacalista italiano (n. 1920)
- 19 ottobre - Kenneth Iverson, matematico e informatico canadese (n. 1920)
- 19 ottobre - Veljko Milatović, politico montenegrino (n. 1921)
- 19 ottobre - Paul Henry Nitze, politico statunitense (n. 1907)
- 19 ottobre - Arthur H. Robinson, geografo e cartografo canadese (n. 1915)
- 19 ottobre - Greg Shaw, critico musicale statunitense (n. 1949)
- 19 ottobre - Elvo Tempia Valenta, politico e partigiano italiano (n. 1920)
- 20 ottobre - Cara Dunne-Yates, sciatrice alpina, paraciclista e avvocata statunitense (n. 1970)
- 20 ottobre - Anthony Hecht, poeta statunitense (n. 1923)
- 20 ottobre - Alessandro Leombroni, cestista italiano (n. 1950)
- 20 ottobre - Veranika Čarkasava, giornalista bielorussa (n. 1959)
- 21 ottobre - Jean Dondelinger, funzionario, diplomatico e politico lussemburghese (n. 1931)
- 21 ottobre - Plutão de Macedo, cestista e allenatore di pallacanestro brasiliano (n. 1920)
- 21 ottobre - Adnan al-Ghul, ingegnere militare palestinese (n. 1962)
- 22 ottobre - Louis Bouyer, presbitero e teologo francese (n. 1913)
- 22 ottobre - Galeazzo Dondi, cestista e allenatore di pallacanestro italiano (n. 1915)
- 22 ottobre - Fritz Jucker, calciatore francese (n. 1923)
- 22 ottobre - Jean Mathonet, calciatore belga (n. 1925)
- 22 ottobre - Ota Šik, economista e politico ceco (n. 1919)
- 23 ottobre - Giuseppe Degennaro, imprenditore e politico italiano (n. 1940)
- 23 ottobre - Gian Alberto Dell'Acqua, critico d'arte e storico dell'arte italiano (n. 1909)
- 23 ottobre - Carlo Gambarotta, arbitro di calcio italiano (n. 1919)
- 23 ottobre - Robert Merrill, baritono statunitense (n. 1917)
- 23 ottobre - Bill Nicholson, calciatore e allenatore di calcio inglese (n. 1919)
- 23 ottobre - George Silk, giornalista e fotografo neozelandese (n. 1916)
- 24 ottobre - Rodolfo Caporali, pianista italiano (n. 1906)
- 24 ottobre - Dario Di Palma, direttore della fotografia italiano (n. 1932)
- 24 ottobre - Ricky Hendrick, pilota automobilistico statunitense (n. 1980)
- 24 ottobre - James Aloysius Hickey, cardinale e arcivescovo cattolico statunitense (n. 1920)
- 24 ottobre - Domenico Picchinenna, arcivescovo cattolico italiano (n. 1912)
- 24 ottobre - Maaja Ranniku, scacchista estone (n. 1941)
- 25 ottobre - Franco Aureggi, ciclista su strada italiano (n. 1928)
- 25 ottobre - John Peel, giornalista, conduttore radiofonico e disc jockey britannico (n. 1939)
- 25 ottobre - Alessandro Sagnotti, militare italiano (n. 1913)
- 25 ottobre - Socrate Salmoiraghi, calciatore italiano (n. 1920)
- 25 ottobre - Enzo Vicari, prefetto italiano (n. 1922)
- 26 ottobre - Albino Alverà, sciatore alpino e alpinista italiano (n. 1923)
- 26 ottobre - Librado Rodríguez, calciatore paraguaiano (n. 1957)
- 26 ottobre - Ricardo Odnoposoff, violinista argentino (n. 1914)
- 26 ottobre - Fred Paine, cestista statunitense (n. 1925)
- 27 ottobre - Dominique Green, statunitense (n. 1974)
- 27 ottobre - Lester Lanin, direttore d'orchestra statunitense (n. 1907)
- 27 ottobre - Paulo Sérgio de Oliveira Silva, calciatore brasiliano (n. 1974)
- 27 ottobre - Marwell Periotti, calciatore argentino (n. 1939)
- 28 ottobre - Maria Fiore, attrice italiana (n. 1935)
- 28 ottobre - Edgardo Fulgencio, cestista filippino (n. 1917)
- 28 ottobre - Jimmy McLarnin, pugile canadese (n. 1907)
- 28 ottobre - Charles F. Wheeler, direttore della fotografia statunitense (n. 1915)
- 29 ottobre - Alice Montagu Douglas Scott, nobile britannica (n. 1901)
- 29 ottobre - Natal'ja Baranskaja, scrittrice sovietica (n. 1908)
- 29 ottobre - Giuseppe Flores D'Arcais, pedagogista italiano (n. 1908)
- 29 ottobre - Jacinto João, calciatore portoghese (n. 1944)
- 29 ottobre - Vaughn Meader, comico e imitatore statunitense (n. 1936)
- 29 ottobre - Gerard Ross Norton, militare sudafricano (n. 1915)
- 30 ottobre - Mohand Idir Ait Amrane, poeta algerino (n. 1924)
- 30 ottobre - Earl Dodd, cestista statunitense (n. 1924)
- 30 ottobre - Sante Maria Romitelli, compositore e direttore d'orchestra italiano (n. 1921)
- 30 ottobre - Michele Scianatico, politico e imprenditore italiano (n. 1920)
- 31 ottobre - Mari Aldon, attrice lituana (n. 1925)
- 31 ottobre - Valentin Nikolaev, lottatore sovietico (n. 1924)
- 31 ottobre - Rica Pereno, cantante italiana (n. 1931)